# Innoxius magnus
Innoxius magnus – gatunek kosarza z podrzędu Laniatores i rodziny Stygnidae. Jedyny znany przedstawiciel monotypowego rodzaju Innoxius.

## Występowanie
Gatunek wykazany z Wenezueli.